# グラティアヌス

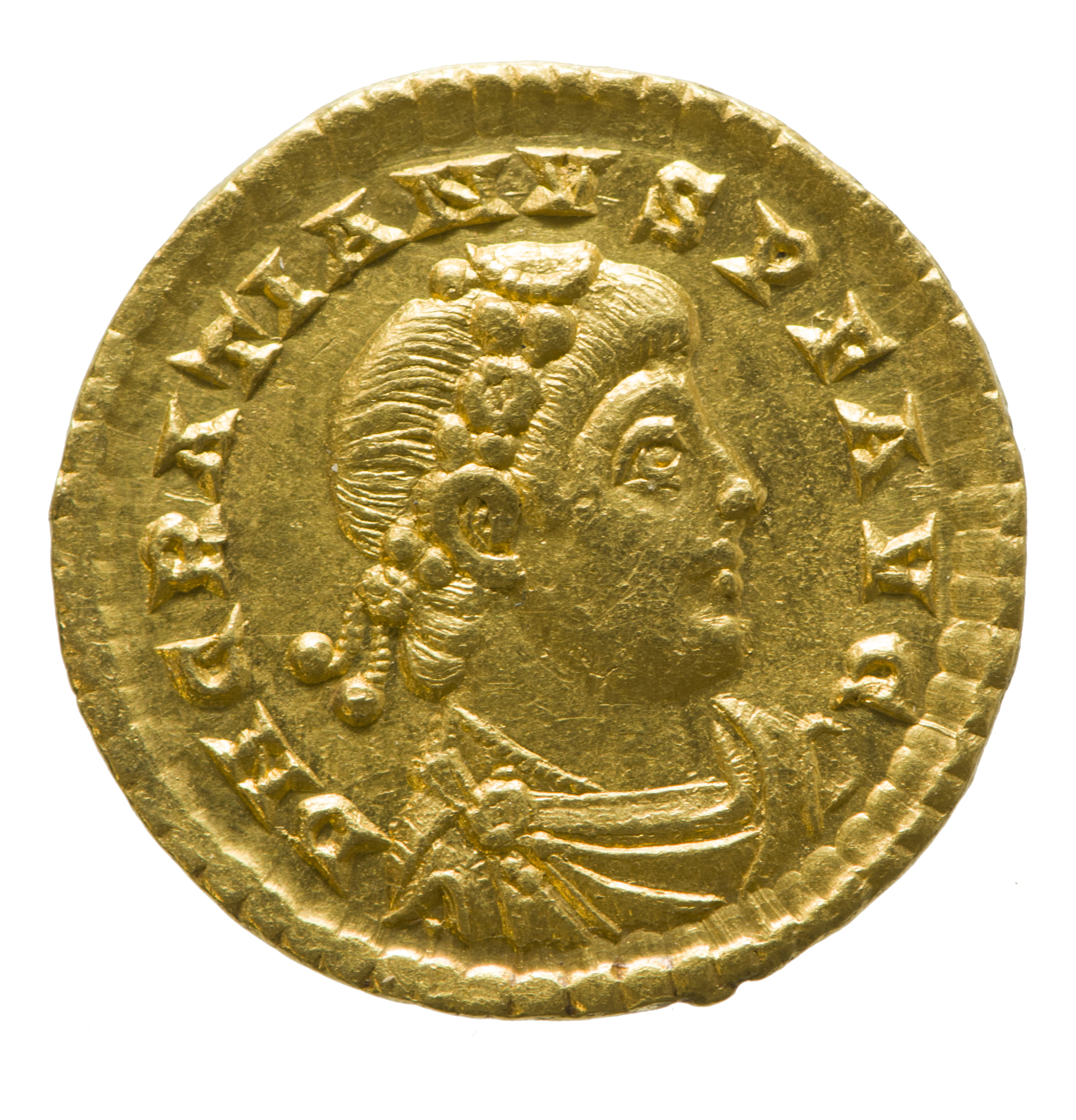
グラティアヌスが印された硬貨

フラウィウス・グラティアヌス（ラテン語: Flavius Gratianus, 359年4月18日か5月23日 - 383年8月25日）は、ローマ帝国の皇帝（在位：367年 - 383年）。異母弟にウァレンティニアヌス2世がいる。

## 生涯
ウァレンティニアヌス1世の長男として生まれ、367年に8歳で西方正帝の称号を受ける。
375年に父ウァレンティニアヌス1世が死亡すると、イリュリクムのローマ軍団が不穏な動きを見せた。当時まだグラティアヌスは16歳にすぎず拠点もトリーアであったため、フランク人の老臣メロバウデスがシルミウムでグラティアヌスの異母弟ウァレンティニアヌス2世をグラティアヌスの共同皇帝に擁立し、軍団にウァレンティニアヌス2世への忠誠を誓わせることで事態を収拾した。この処置にグラティアヌスは不満もあったようだが、結果としてはメロバウデスの処置を受け入れることとした。
376年頃から東ローマ帝国は蛮族の蜂起に苦しむようになり、グラティアヌスは東帝ウァレンスを支援するためにメロバウデス、リコメル、バウト、アルボガストといった重臣達を度々東方へと派遣した。378年にはバウトやメロバウデスらとともにラエティアに侵入してきたアラマンニ人を迎え撃ち、アラマンニ王プリアリウスを敗死させる活躍をみせた。しかし、この幼きグラティアヌスの戦勝は、かえって東帝ウァレンスに焦りを与える結果となり、ウァレンスは378年のハドリアノポリスの戦いで戦死してしまう。グラティアヌスはヒスパニアで隠遁生活を送っていた小テオドシウス（後のテオドシウス1世）を呼び寄せ、グラティアヌスが処刑を指示した小テオドシウスの父である大テオドシウスの名誉回復を約束し、テオドシウスを東方担当の共同皇帝に任命した。とはいえ東方の軍団は壊滅状態にあったので、当面テオドシウスを支えていたのはグラティアヌスによって派遣されたリコメル、バウト、アルボガストらフランクの軍団であった。
当初グラティアヌスは父ウァレンティニアヌス1世によって付けられた教師アウソニウスらの指導に耳を傾け、異教に対する寛容令を出すなど父の穏健な宗教政策を踏襲していた。しかし378年に立ち寄ったミラノで同地の司教アンブロジウスから説得を受け、その方針を一転させた。グラティアヌスは379年初頭にローマ皇帝として初めてポンティフェクス・マクシムス (pontifex maximus) の衣裳を羽織ることを拒否すると、同年夏には寛容令を撤回、382年にはローマ神官団 (pontifices) やウェスタ神殿の巫女の権利を剥奪し、アウグストゥスによって設置された女神ウィクトリアの勝利の祭壇も元老院から撤去させた。
グラティアヌスは381年からは拠点もミラノへと移し、ますますアンブロジウスの影響を受けるようになった。彼の宗教心が増大する一方で、古代ローマの伝統宗教を信仰する人々が多く残っていた元老院や軍隊といった層からの支持は急速に失われていった。383年、ブリタンニアのローマ軍団がマグヌス・マクシムスを皇帝と宣言してガリアに進軍を開始すると、それを迎え撃ったが敗走し、ルグドゥヌム（現リヨン）で殺害された。敗北の原因にはメロバウデスの裏切りがあったとも言われるが、詳細は不明である。

## 家族
コンスタンティウス2世の唯一の実子コンスタンティアと374年に15歳で結婚。妻コンスタンティアは12歳頃と考えられている。コンスタンティアは383年に死去。死亡日は不明だがグラティアヌス死去時には後妻にラエタという女性の存在が確認できることからして、グラティアヌスが殺害される8月25日より前と考えられている。ヒエロニムスが著した『ヒエロニムスの年代記』によれば383年12月1日にコンスタンティアは埋葬されている（埋葬場所は不明）。没年齢は20〜22歳頃とされる。コンスタンティアとの間に生まれた男子（名前不明、374年以降生誕 - 没年不明）の消息は記録がなく不明である。
後妻ラエタとの間に子女はいない。ラエタは410年のアラリック1世のローマ略奪まで存命していることが記録から確認できる（ローマが包囲され食べる物の不足に苦しむ市民に食料を分け与えている記録がある。アラリック1世によるローマでの3日間の略奪で死亡したか、生き残ったかは分かっていない）。